# György Pray
György Pray (także George Pray, ur. 11 września 1723 w Ersekujvár, zm. 23 września 1801 w Peszcie) – węgierski jezuita, kanonik, bibliotekarz biblioteki uniwersyteckiej w Budzie, historyk.

## Życiorys
Urodził się w Ersekujvár (Nowe Zamki) w rodzinie pochodzącej z Pustertal w hrabstwie Tyrolu. Studiował w Preszburgu (dzisiejsza Bratysława), wstąpił do Towarzystwa Jezusowego w 1745, spędził dwa lata w kolegium jezuickim w Wiedniu i ukończył studia w Nagyszombat (Trnawa).
Był nauczycielem w Nagyvarád (Oradea), Trenczynie, Nagyszombat i Preszburgu. W 1754 roku przyjął święcenia kapłańskie i kontynuował pracę nauczyciela w Rozsnyó (Rożniawa) oraz w Theresianum w Wiedniu, gdzie był profesorem nauk politycznych; w tym samym czasie był prywatnym nauczycielem księżniczki Salmu. Później był profesorem w Győrze (1758), Nagyszombat (1759) i Budzie (1760), gdzie nauczał m.in. teologii moralnej.
Po rozwiązaniu zakonu jezuitów w 1773 roku przeniósł się do archidiecezji Gran i został zatrudniony przez cesarzową Marię Teresę jako cesarski historiograf z roczną pensją 400 florenów. Kiedy w 1777 roku Uniwersytet w Nagy-Szombat został przeniesiony do Budy, Pray został bibliotekarzem; zrezygnował z tej funkcji w 1780, ale w 1784 został ponownie zatrudniony na tym stanowisku. W 1790 roku został kanonikiem w Nagyvarád (Oradea). Zmarł w Peszcie.

## Prace
Zajmował się przede wszystkim historią Węgier, zwłaszcza jej najstarszym okresem, historią Kościoła Katolickiego oraz wydawaniem źródeł do historii Węgier.
Jako pierwszy zwrócił uwagę na najstarszy tekst w języku węgierskim, Funeral Sermon and Prayer (łac. „Oratio funebris”, dosłownie: Mowa pogrzebowa), pochodzący prawdopodobnie z 1199, znajdujący się w kodeksie zwanym Kodeks Praya.
Wśród jego prac znajdują się
- „Annales veteres Hunnorum Avarorum et Hungarorum, 210 ad 997” (Vienna, 1761)
- „Annales regum Hungariæ, 997-1564” (5 tomów, Vienna, 1763–70)
- „Vita S. Elizabethæ” (Vienna, 1770)
- „Specimen Hierarchiæ Hungariæ” (2 tomy, Presburg, 1776-9).